# مايك أورلاندو
مايك أورلاندو (بالإنجليزية: Mike Orlando)‏ هو عازف قيثارة أمريكي، ولد في القرن العشرين.